# (74004) 1998 FS64
(74004) 1998 FS64 – planetoida z pasa głównego asteroid okrążająca Słońce w ciągu 3,47 lat w średniej odległości 2,29 j.a. Odkryta 20 marca 1998 roku.